# مقاطعة يونيون (إنديانا)
مقاطعة يونيون (بالإنجليزية: Union County, Indiana)‏ هي إحدى مقاطعات ولاية إنديانا في الولايات المتحدة. تأسست سنة 1821، بلغ عدد سكانها 7516 نسمة في عام 2010 حسب إحصاء مكتب تعداد الولايات المتحدة وتصل الكثافة السكانية فيها 18 نسمة/كم2.

## أعلام
- ويليام إس. كوفمان
- جوزيف نيلسون روز
- توماس دبليو. بينيت

## وصلات خارجية
- www.unioncountyin.gov
- United States Counties